# The Blues Alone
The Blues Alone je první sólové (bez Bluesbreakers) studiové album Johna Mayalla. Album vyšlo v roce 1967 u Ace of Clubs Records (dceřiná společnost Decca Records) a v roce 2006 vyšla jeho remasterována verze s několika bonusy pod značkou Decca Records.

## Seznam skladeb
Autorem všech skladeb je John Mayall.
| Pořadí         | Název             | Délka |
| -------------- | ----------------- | ----- |
| 1.             | Brand New Start   | 3:22  |
| 2.             | Please Don't Tell | 2:30  |
| 3.             | Down the Line     | 3:43  |
| 4.             | Sonny Boy Blow    | 3:49  |
| 5.             | Marsha's Mood     | 3:13  |
| 6.             | No More Tears     | 3:11  |
| 7.             | Catch That Train  | 2:17  |
| 8.             | Cancelling Out    | 4:19  |
| 9.             | Harp Man          | 2:42  |
| 10.            | Brown Sugar       | 3:44  |
| 11.            | Broken Wings      | 4:16  |
| 12.            | Don't Kick Me     | 3:11  |
| Celková délka: | Celková délka:    | 40:17 |

## Sestava
- John Mayall – zpěv, kytara (šestistrunná a devítistrunná), harmonika, piáno, varhany, celesta, bicí
- Keef Hartley – bicí